# 위신
위신(衛信, ? ~ ?)은 전한 중기의 관료로, 대국 대릉현(大陵縣) 사람이다. 승상 위관의 아들이다.

## 행적
원광 4년(기원전 131년), 위관의 뒤를 이어 건릉후(建陵侯)에 봉해졌다.
원정 5년(기원전 112년), 주금을 어긴 일에 연루되어 작위가 박탈되었다.

## 출전
- 사마천, 《사기》 권19 혜경간후자연표
- 반고, 《한서》 권17 경무소선원성공신표